# Häggenschwil
Häggenschwil é uma comuna da Suíça, no Cantão São Galo, com cerca de 1.178 habitantes. Estende-se por uma área de 9,10 km², de densidade populacional de 129 hab/km². Confina com as seguintes comunas: Egnach (TG), Hauptwil-Gottshaus (TG), Muolen, Roggwil (TG), Waldkirch, Wittenbach, Zihlschlacht-Sitterdorf (TG).
A língua oficial nesta comuna é o Alemão.